# Solanales
El orden Solanales (anteriormente conocido como Polemoniales) incluye a las siguientes familias:
- Familia Solanaceae
- Familia Convolvulaceae
- Familia Montiniaceae
- Familia Sphenocleaceae
- Familia Hydroleaceae

El viejo sistema de clasificación incluía a las siguientes familias:
- Familia Duckeodendraceae
- Familia Nolanaceae
- Familia Cuscutaceae
- Familia Retziaceae
- Familia Menyanthaceae
- Familia Polemoniaceae
- Familia Hydrophyllaceae